# Абад I
Абад I (арап. أبو القاسم محمد بن عباد اللخمي, Abu al-Qasim Muhammad ibn Abbad, умро 1042) је био први маварски краљ у Севиљи. Владао је од 1023. до 1042. године. Абад I је био оснивач династије Абадида и први независан муслимански владар Севиље у Шпанији.